# Tk-toolkit
Tk is een toolkit waarmee de productie van een grafische gebruikersinterface wordt ondersteund voor de scripttaal Tcl. Tk is oorspronkelijk ontwikkeld door John K. Ousterhout die eveneens de bij Tk gebruikte scripttaal Tcl ontwikkelde. 
Tegenwoordig is Tk formeel een package dat in de Tcl omgeving kan worden geladen.
In Tcl 8.5 is ook Tile beschikbaar die modernere widgets ondersteunt.
Er zijn bindingen voor andere programmeertalen ontwikkeld, zodat Tk ook gebruikt kan worden in bijvoorbeeld Perl, Ruby en Python. Tk was oorspronkelijk alleen beschikbaar voor Unix, maar er kwam al snel een versie voor vele platforms waaronder Windows en Apple Macintosh bij.